# Golpe de Estado no Panamá em 1931
Golpe de Estado de 2 de janeiro de 1931 ou  La revolución de 2 de enero de 1931 foi um movimento armado ocorrido na Cidade do Panamá, República do Panamá, entre a noite de 1 de janeiro de 1931 e a madrugada do dia 2 janeiro de 1931, quando um grupo de jovens da organização cívico-política Acción Comunal, inspirados por normas cívicas e um senso de patriotismo, deram um golpe de Estado contra o governo do presidente constitucional do Panamá Florencio Harmodio Arosemena.

## Antecedentes
Em 1 de outubro de 1928 Florencio Harmodio Arosemena assumiu a presidência da República do Panamá. Foi um continuador da administração de Rodolfo Chiari (1924-1928), político e industrial liberal, que organizou um partido personalista de grande influência, que o indicou como candidato oficial para as eleições presidenciais de 1928.
O ex-presidente se tornou o verdadeiro poder por trás da cadeira presidencial do Panamá, uma vez que a maioria do gabinete de Arosemena respondia as suas diretrizes e às vezes suas decisões políticas inclusive eram contrárias à opiniões do presidente Arosemena.
A Arosemena correspondeu dirigir os destinos da nação panamenha na época da Grande Depressão de 1929 que o obrigou a tomar medidas e decisões impopulares.

### Políticacriollae acusações de corrupção
Durante grande parte do século XX a política crioula panamenha esteve moldada no interesse de favorecer a classe privilegiada em termos de poder político assegurando os seus interesses econômicos. Não existiam programas de governo ou princípios ideológicos, apenas lemas de campanha com o suposto interesse de atender os problemas populares.
Os atos de corrupção dos quais eram acusados o governo de Arosemena, na verdade, pertenciam as importantes figuras do partido no poder. Arosemena tentou melhorar a imagem do governo, embora a culpa recaísse sobre si pela falta de caráter em agir contra os corruptos.
Arosemena havia continuado com as práticas dos governos anteriores de contratar estrangeiros para a administração pública nacional, em detrimento dos profissionais panamenhos; bem como havia tomado medidas econômicas difíceis de compreender devido a crise econômica, de maneria que as denuncias de corrupção e a falta de apoio político facilitaram o golpe.

## Acción Comunal
Os organizadores desta revolta eram os jovens da "Acción Comunal", uma associação de jovens profissionais fundada em 19 de agosto de 1923, dentre os quais se destacavam Ramón E. Mora, Germán Gil Guardia, Víctor F. Goytia, Rubén D. Conte, Harmodio Arias, José Pezet e José Manuel Quirós. Em 3 de setembro, em um comunicado aos cidadãos do país, declararam seu  carácter nacionalista e que atuavam em defesa das instituições nacionais.

## 2 de janeiro de 1931
Como a cidade celebrava a vinda do novo ano, na madrugada de 2 de janeiro, um grupo de jovens assaltaram a mão armada quareis policiais, o quais se renderam. Em seguida, foram até o palácio presidencial, onde os membros da Acción Comunal haviam se infiltrado na festa de Ano Novo e embriagado parte da guarda presidencial. Também tomaram o Palacio de Las Garzas, sede da Presidência no Panamá, embora ali apresentassem maior resistência.
O grupo apreendeu o presidente e exigiu a renúncia. Arosemena renunciou, convencido da inutilidade de sua recusa, e Harmodio Arias Madrid seria nomeado presidente provisoriamente.

## Estados Unidos
Apesar de ter o respaldo do artigo VII do Tratado Hay-Bunau-Varilla e da Constituição Nacional que permitiam uma intervenção armada dos Estados Unidos, estes permaneciam com a expectativa de acreditar que alguns membros da Acción Comunal poderiam fazer algo que não fizeram, razão pela qual os estadunidenses exigiram uma solução constitucional para a crise; o que foi feito nomeando Ricardo J. Alfaro, presidente designado pela Suprema Corte de Justiça, depois de sua chegada ao país.
Quando a Acción Comunal deu o golpe de Estado, assumiu o controle da situação e protegeu as companhias e bancos estadunidenses para evitar qualquer ataque violento sobre esses comércios.

## Consequências
Foi a primeira insurreição armada na história republicana do Panamá; uma revolução sangrenta, porque apesar de sua curta duração houve alguns mortos e feridos. Com a chegada ao poder do governo interino de Ricardo J. Alfaro, a unidade da Acción Comunal começou a desmoronar pelas aspirações políticas e pessoais de alguns dos seus membros. A falta de ideologia e de um programa de governo facilitaria a sua divisão, como visto na campanha eleitoral de 1932, quando o grupo se partiu em três correntes: uma que apoiava Harmodio Arias, outra Víctor Florencio Goytia e uma outra que permaneceu neutra.